# Isodemis ngoclinha
Isodemis ngoclinha is een vlinder uit de familie van de bladrollers (Tortricidae). De wetenschappelijke naam van de soort is voor het eerst geldig gepubliceerd in 2009 door Józef Razowski.

## Type
- holotype: "female. 10-25.VIII.1996. Siniaev & Afonin. genitalia slide no. 171"
- instituut: MNHU, Berlijn, Duitsland
- typelocatie: "Vietnam, Mt. NgocLinh, 900-1400 m"